# Bess Cutler Gallery
Bess Cutler Gallery byla galerie v SoHo v New Yorku zaměřená na současné umění, kterou v roce 1983 založila umělkyně Bess Cutler. V osmdesátých letech se nacházela na adrese 164 Mercer Street. Později byla přestěhována do větších prostor, stále však zůstávala v SoHo. Později se nacházela na adrese 379 W Broadway. V roce 1991 galerie otevřela pobočku v Santa Monice. Svá díla v galeriích Bess Cutlerové vystavovali například Elaine Sturtevant, Ariane Lopez-Huici, Gene Colan, Joseph Amar, Todd Schorr a Clive Barker. Kurátor Christian Leigh zde v roce 1988 uspořádal výstavu Walk Out to Winter.